# نظام البحار الخمسة

نظام نهر الخمس بحار في روسيا الأوروبية.

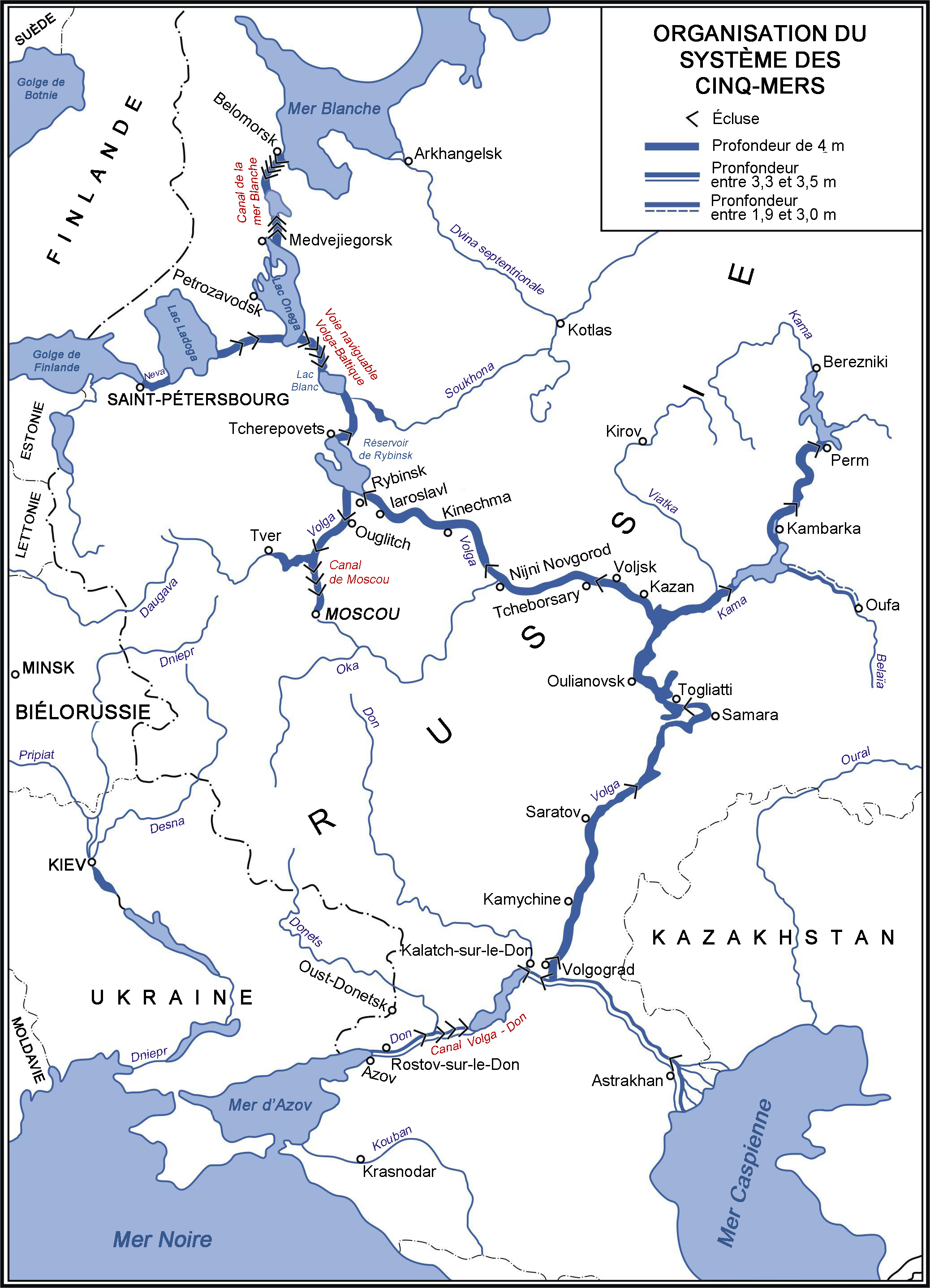
تنظيم نظام النهر

نظام البحار الخمسة أو الشبكة الموحدة للممرات المائية العميقة رسميًا في روسيا الأوروبية هو مجموعة من الطرق البحرية والنقل النهري بين خمسة بحار مختلفة المتاخمة ل روسيا في أوروبا: بحر البلطيق والبحر الأبيض وبحر قزوين والبحر الأسود عبر بحر آزوف.
في عام 2010، نقلت شبكة المسارات هذه 70 مليون طن من البضائع و 12 مليون مسافر، وهو ما يمثل ثلثي النقل عبر الممرات المائية الداخلية في روسيا.
العمق مضمون هو 4 أمتار فقط وبعض الأقسام أقل عمقًا، مثل غوروديتس - نيجني نوفغورود و على ارتفاع 2.5 متر و باغايفسكايا على ارتفاع 3.2 متر. ومن المخطط زيادة عمق هذه المقاطع إلى 4 أمتار.